# Aygezard
Aygezard (in armeno Այգեզարդ?, in passato Aygedzor, Anastasavan e Dargalu) è un comune dell'Armenia di 3 270 abitanti (2008) della provincia di Ararat.